# Il voto di Luigi XIII
Il voto di Luigi XIII (Le Vœu de Louis XIII) è un dipinto realizzato da Jean-Auguste-Dominique Ingres nel 1824. L'opera è conservata alla Cattedrale dell'Assunzione di Montauban, in Francia.

## Storia

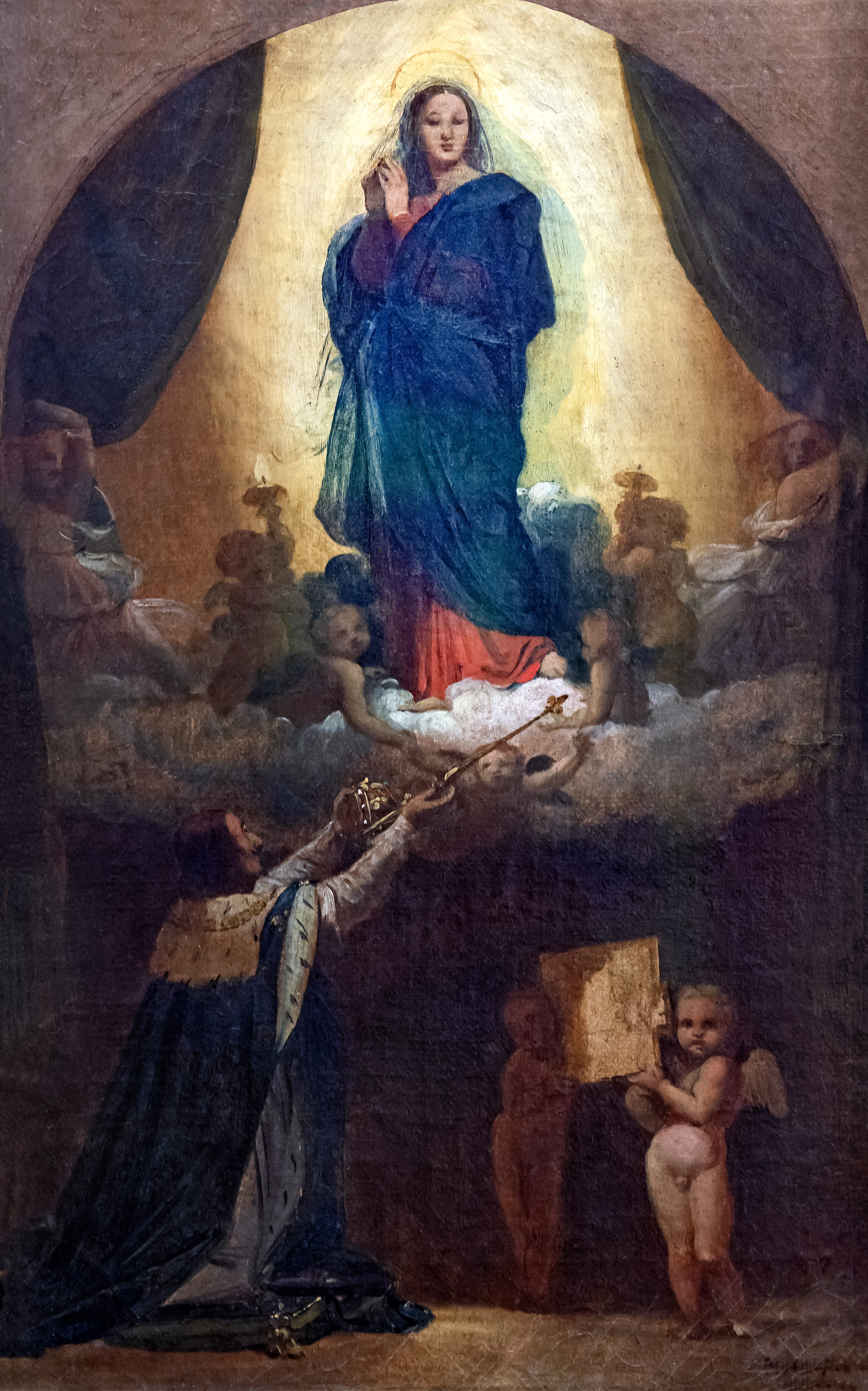
Lo schizzo della composizione dipinto nel 1821, oggi al museo Ingres.

Nel 1820, l'opera venne commissionata dal ministero dell'interno francese per essere collocata nella città di Montauban. L'artista realizzò un primo abbozzo della composizione nel 1821 e dipinse il quadro durante un soggiorno a Firenze. Nel 1824, l'opera ultimata venne inviata a Parigi, dove riscosse un certo successo al Salon del 1824, a tal punto che la critica elevò Ingres a principale esponente della scuola neoclassica in opposizione al romanticismo, che in quel Salon era rappresentato dal quadro Il massacro di Scio di Delacroix.
Questo dipinto rappresenta il grande ritorno di Jean-Auguste-Dominique Ingres nello scenario artistico parigino, dopo anni di soggiorno a Roma e in Italia (dove aveva ammirato l'arte di Raffaello e ne era rimasto influenzato). Nel 1825 Ingres ricevette la Legion d'onore da parte del re Carlo X grazie a questo quadro.
In seguito, nel 1826, la pittrice Julie Duvidal de Montferrier realizzò una copia orizzontale del dipinto commissionata dal re per la città di Lons-le-Saunier. Questa copia venne dimenticata per anni per essere riscoperta solo nel 2015 presso l'Hôtel-Dieu della città.

## Descrizione
(Filippo Maria Gerardi, Il voto di Luigi XIII, quadro del signor cavaliere Gio. Domenico Agostino Ingres... disegnato ed inciso in rame dal cavaliere Luigi Calamatta, 1839)

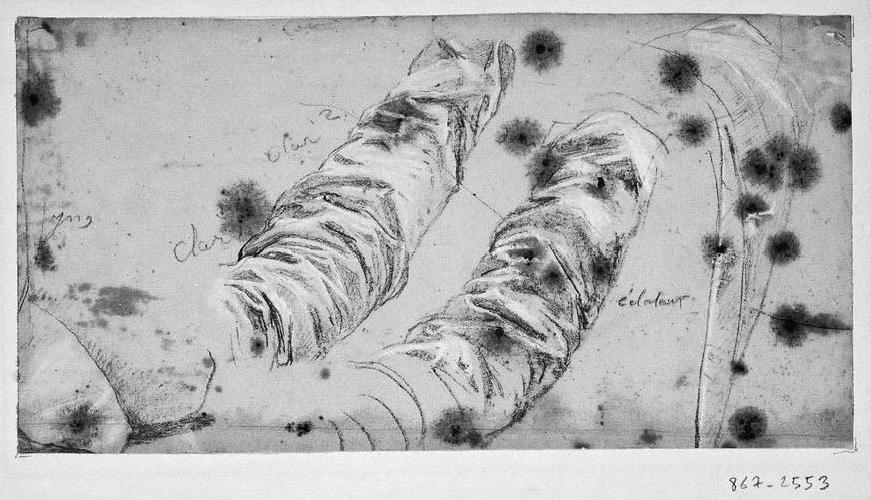
Uno schizzo per le braccia di Luigi XIII, oggi al museo Ingres.

Il dipinto raffigura il re di Francia Luigi XIII mentre sta consacrando il suo regno alla Vergine dell'Assunzione: tale evento avvenne nel febbraio del 1638. Luigi, infatti, non aveva avuto alcun erede dopo 23 anni di matrimonio, perciò decise di consacrare il regno di Francia alla Vergine Maria se questa gli avesse fatto nascere un figlio. Il re si trova in basso a sinistra, ai piedi di un altare, ed è raffigurato mentre alza le braccia in atto di offrire il proprio scettro e la propria corona alla Madonna al centro della scena. Maria tiene tra le braccia il Bambino Gesù, si trova sopra una nuvola ed è circondata da due angeli che scostano due tendaggi. In basso a destra sono presenti due putti che reggono una tabella con la seguente scritta in latino: "VIRG. DEIP. REGN. VOV LUDOV. XIII A.R.S.H. MDCXXXVIII X. FEB."
La devozione del sovrano nei confronti della Madonna sarà ricompensata dalla nascita dell'erede Luigi XIV, avvenuta il 5 settembre 1638. La processione dell'Assunta che ancora oggi si svolge in Francia il 15 agosto deriva proprio da questo voto di Luigi XIII.

## Incisione di Calamatta
Da questo dipinto è stata tratta un'incisione da parte dell'incisore italiano Luigi Calamatta, un caro amico di Ingres. Per la realizzazione di questa tavola furono necessari circa dodici anni e l'opera venne esposta al Salon del 1837. La qualità dell'incisione di Calamatta fu elogiata dalla critica e gli valse la stella della Legion d'onore, un raro onore sia per un incisore sia per uno straniero.

## Il voto di Luigi XIIInelle opere successive di Ingres

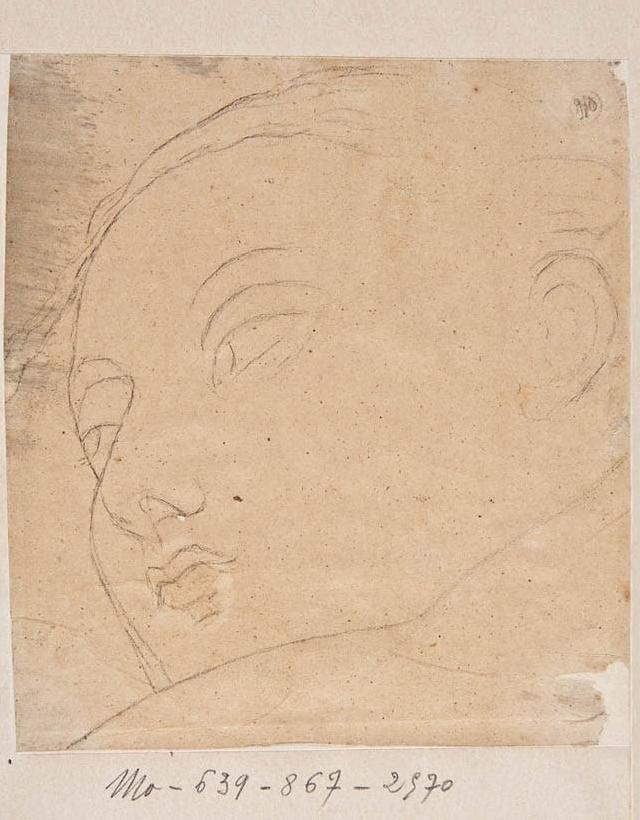
Un abbozzo del volto dell'angelo che sarà ripreso per Il bagno turco.

Nel 1855 Ingres riprese le figure della Vergine e del Bambino per un acquerello (oggi conservato al museo d'arte Fogg di Cambridge nel Massachusetts) raffigurante l'apparizione della Vergine ai santi Antonio da Padova e Leopoldo il Pio. Il volto dell'angelo di destra venne ripreso per una bagnante nel Bagno turco, una delle ultime tele dipinte da Ingres, realizzata nel 1862.